# Chrysodeixis includens
Chrysodeixis includens là một loài bướm đêm trong họ Noctuidae.

## Hình ảnh

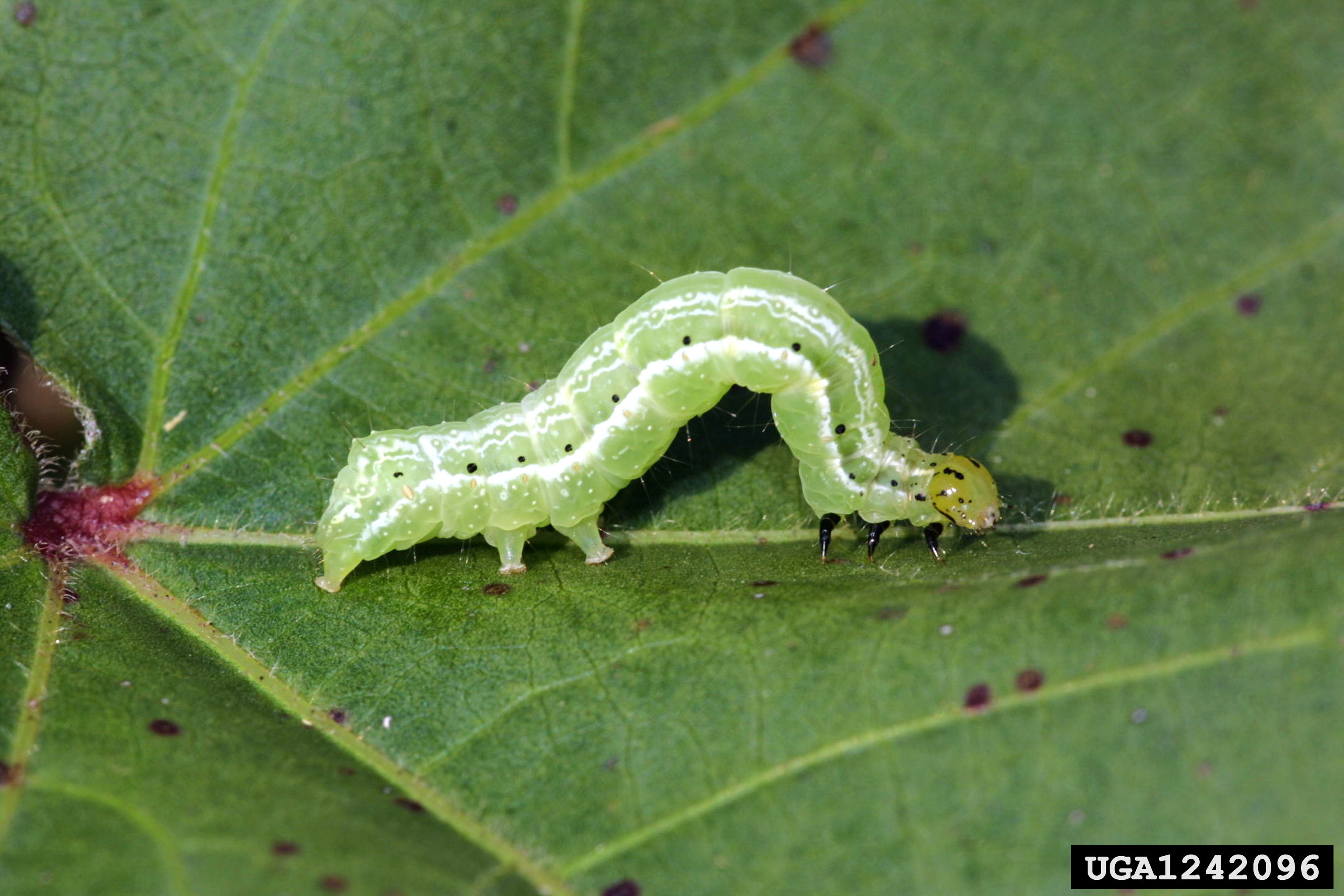
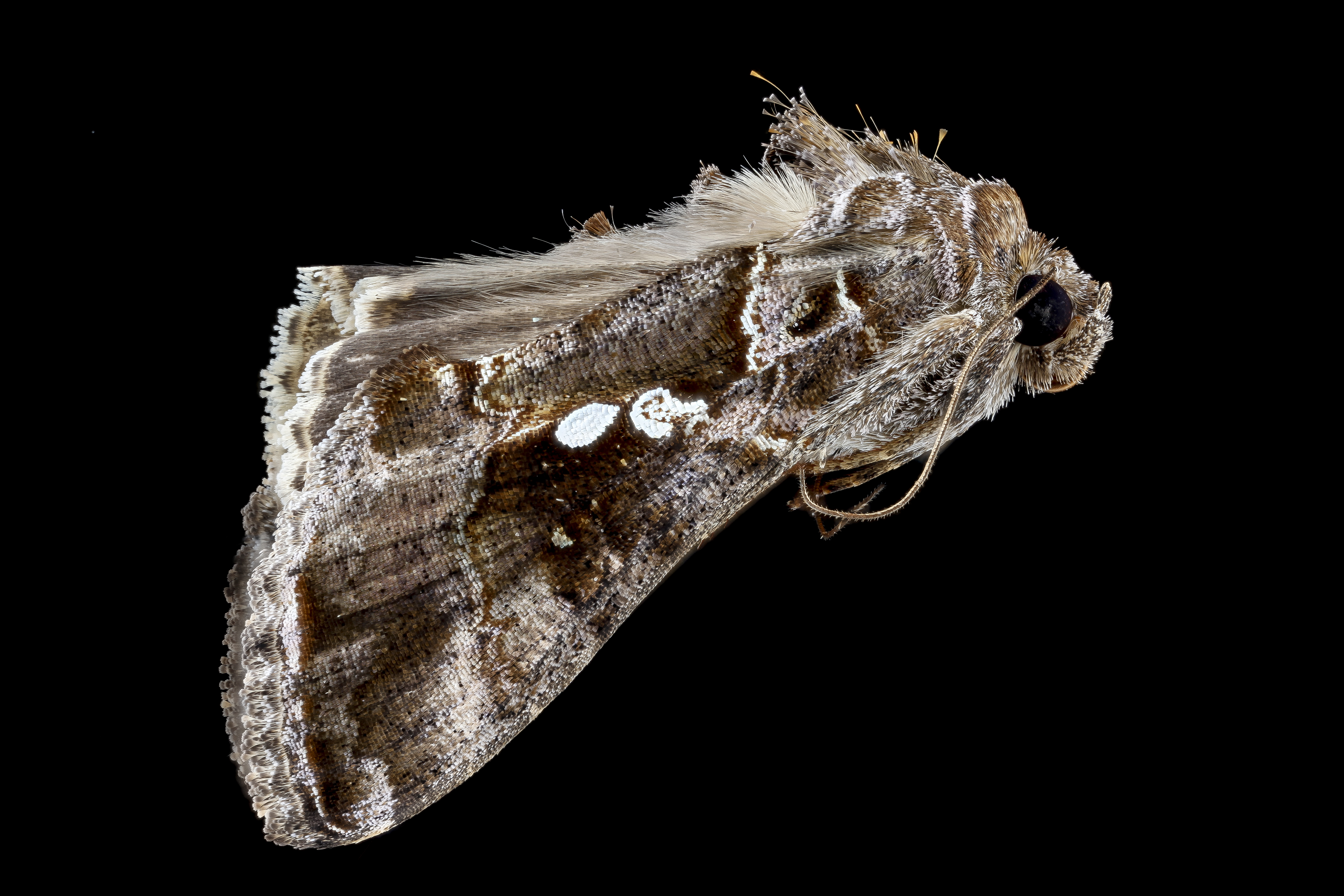
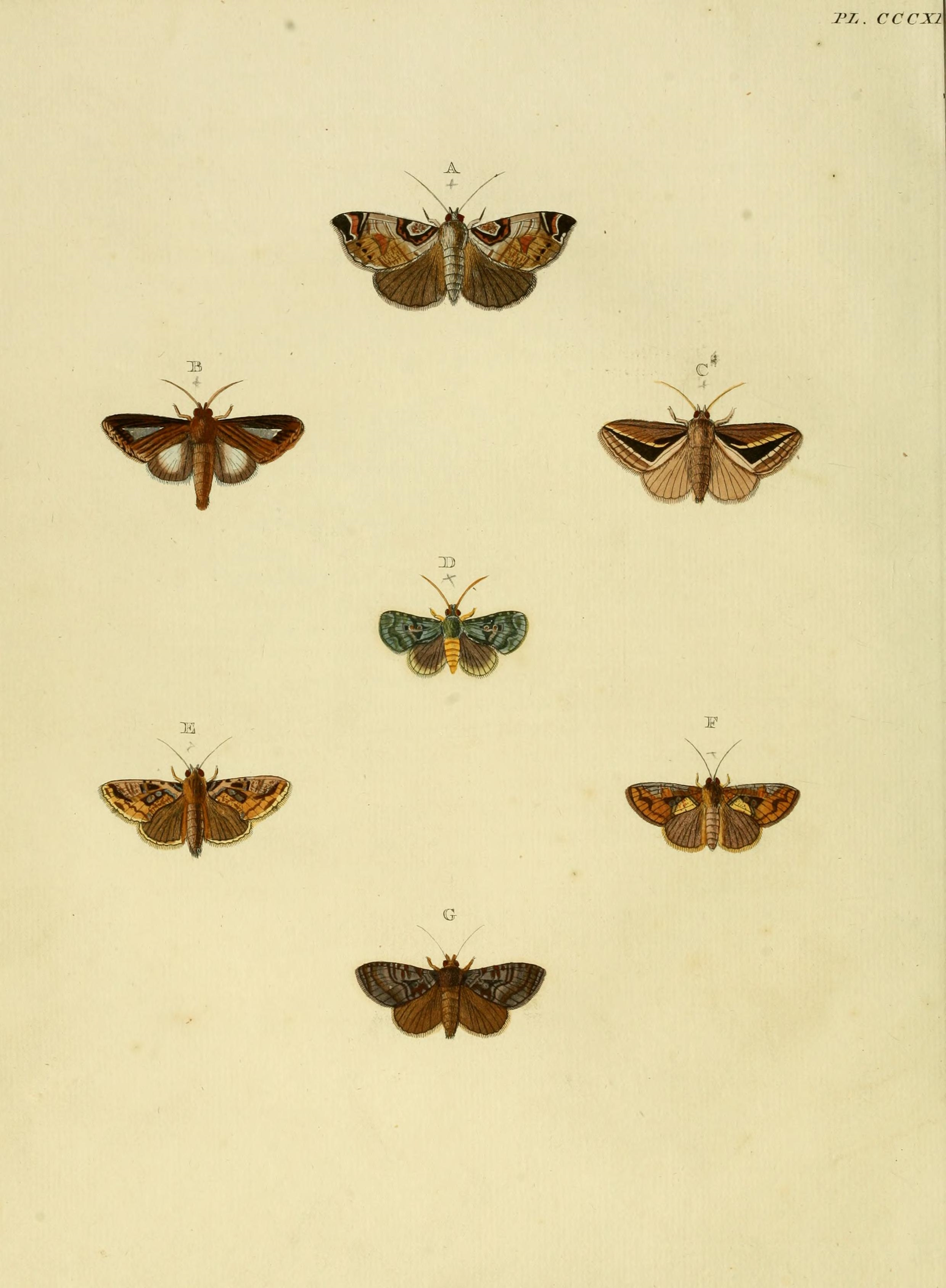
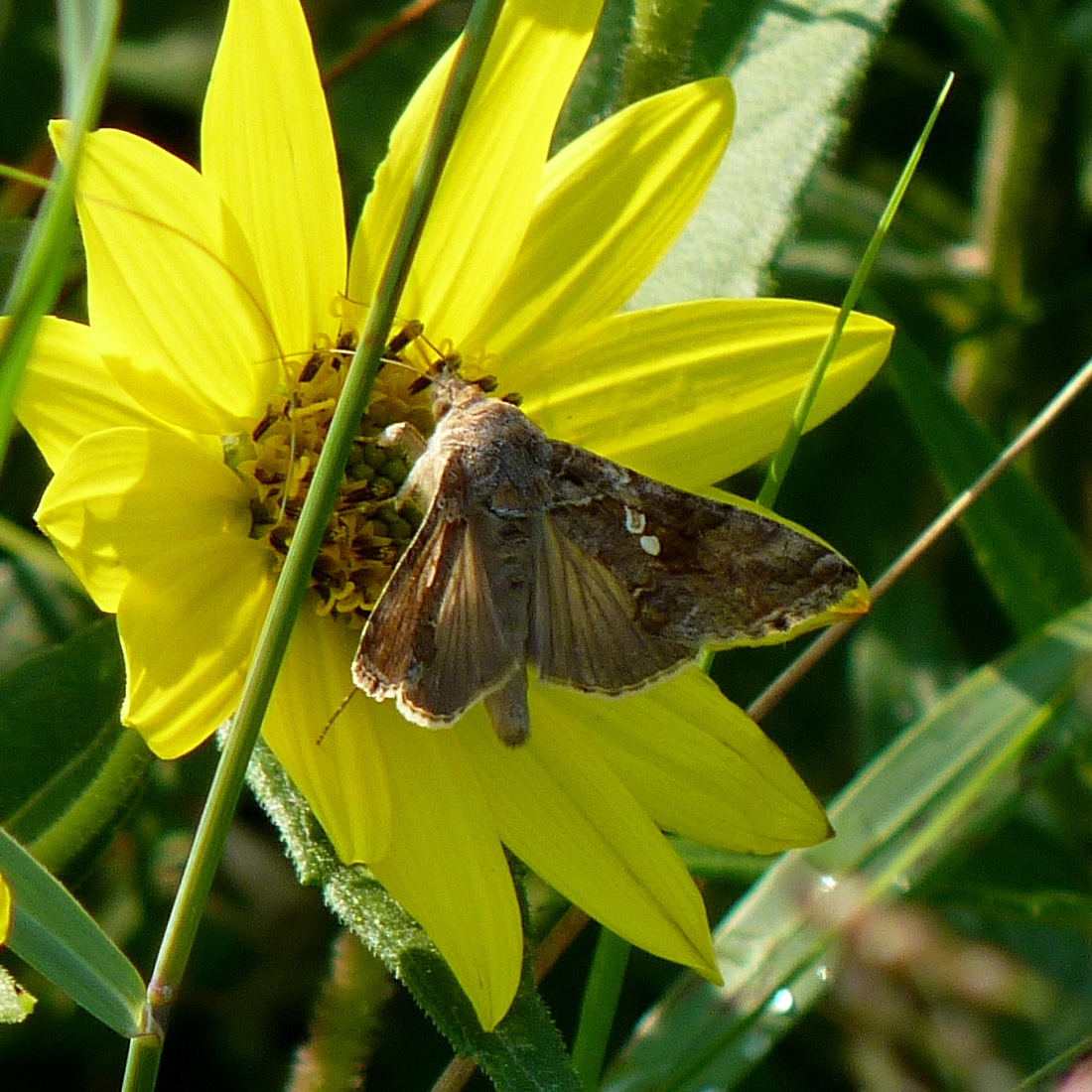